# Limbe
|  | Per a altres significats, vegeu «Limbe (instrument)». |

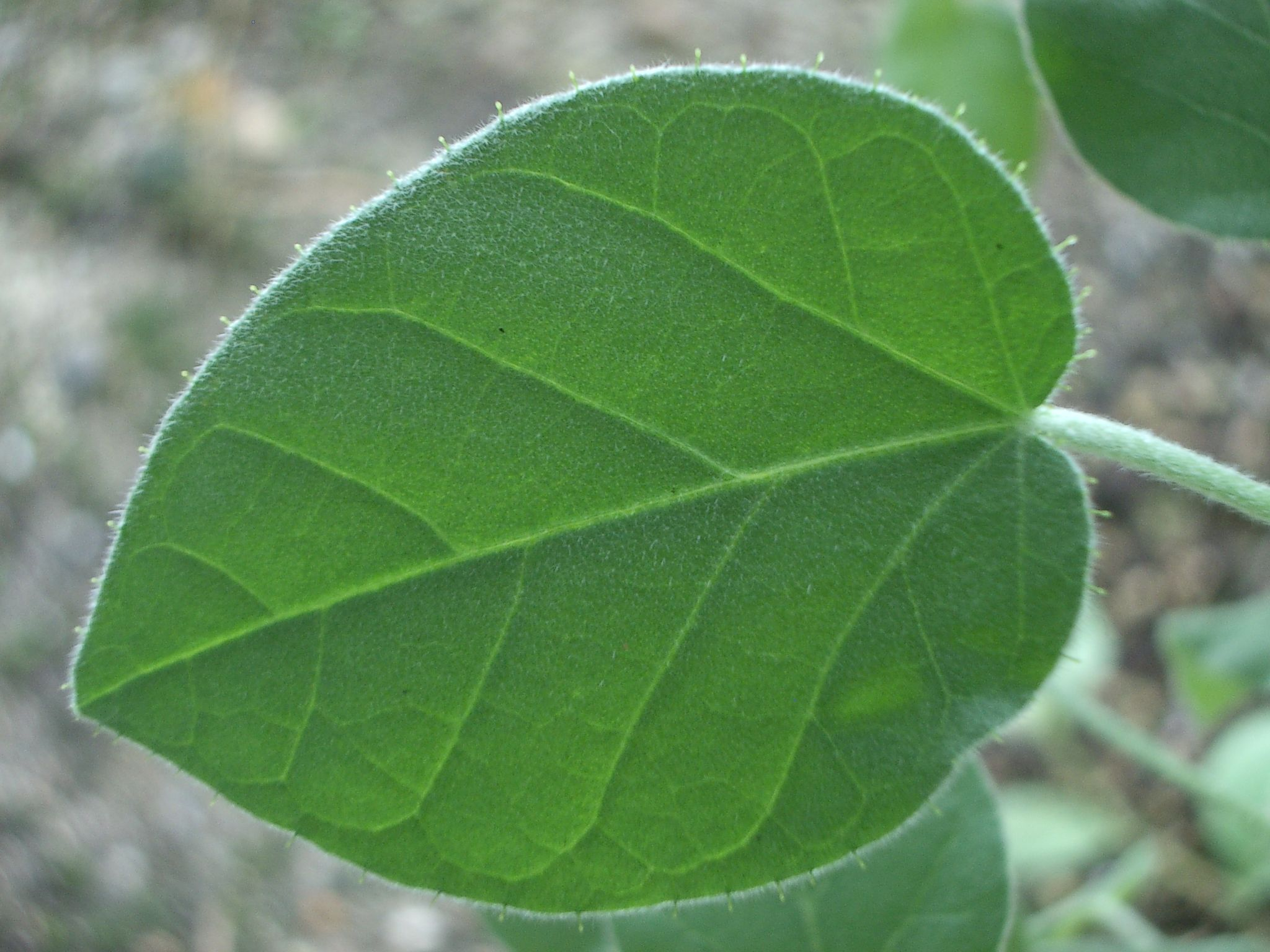
Zona laminar o limbe d'una fulla

En botànica, s'anomena limbe o limbe foliar a la zona laminar que usualment forma part de l'anatomia d'una fulla. La cara superior es diu anvers i la inferior revers. El limbe pot ser d'una sola peça, i llavors diem que és una fulla simple, o format per segments separats, sovint folíols, el que fa que sigui una fulla composta. Diversos caràcters distintius que s'usen en la descripció i reconeixement de les espècies botàniques, apareixen associats al limbe com per exemple el tipus de nervació, el color, la forma del marge i el pèls o tricomes que el recobreixen que poden ser diferents en l'anvers que el revers. En les poàcies (antigues gramínies) s'usa normalment el terme de làmina o làmina foliar.